# Daino (brigantino)
Il Daino è stato un brigantino della Regia Marina, già della Marina del Regno di Sardegna. Dopo la radiazione è stato utilizzato per diverso tempo, con il nome di Redenzione, dall'Istituto Garaventa, per la rieducazione di ragazzi di strada. 

## Caratteristiche
Unità di medie dimensioni in rapporto alla sua tipologia, il Daino era simile ai precedenti brigantini costruiti nei cantieri della Foce (Colombo ed Eridano), ma leggermente più piccolo. Unità ottimamente riuscita, il brigantino era una nave solida ed equilibrata.
Scafo in legno con carena rivestita in rame, il Daino aveva due alberi armati a brigantino (trinchetto e maestra, a vele quadre) e dislocava 398 tonnellate a carico normale e 450 a pieno carico.
L'armamento della nave era costituito originariamente da otto cannoni-obici in ferro ed a canna liscia da 16 libbre e da sei carronate, parimenti in ferro ed a canna liscia, da 18 libbre. Nel 1855 tale armamento venne sostituito e potenziato, risultando composto da dodici cannoni da 24 libbre, in ferro ed a canna liscia, due carronate dello stesso calibro, anch'esse in ferro a canna liscia, e due cannoni-obici da 30 libbre, pure in ferro ed a canna liscia. Nel 1861, in seguito a nuove modifiche, i cannoni F.L. da 24 libbre vennero aumentati a 14, mentre le altre bocche da fuoco vennero rimosse e sostituite da due cannoni-obici in ferro ed a canna liscia da 16 libbre.

## Storia

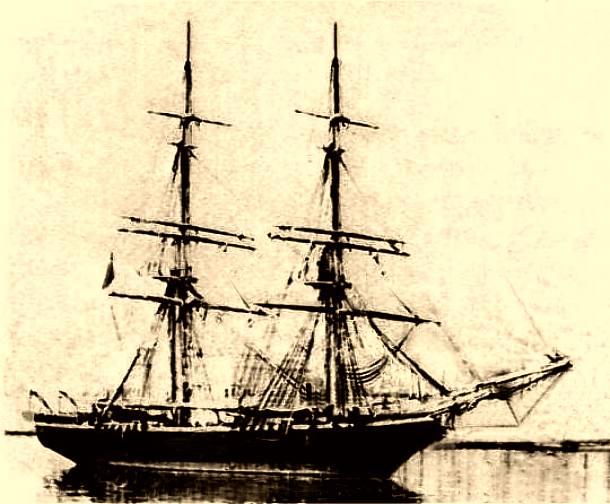
Un’altra immagine del Daino a Napoli nel 1870 circa.

Varata nei cantieri genovesi della Foce il 22 novembre 1844, la nave entrò in servizio nella Marina del Regno di Sardegna nel maggio 1845.
Nel maggio 1845 il Daino, appena entrato in servizio, venne inviato a Costantinopoli e nel Levante, facendo ritorno a Genova in agosto.
Il 26 aprile 1848 il brigantino salpò da Genova al comando del capitano di fregata Carlo Pellion di Persano e, insieme alle fregate San Michele (nave di bandiera del contrammiraglio Giuseppe Albini), Des Geneys e Beroldo ed alla goletta Staffetta (un secondo scaglione, composto dalle corvette Aquila ed Aurora e dalle pirocorvette Tripoli e Malfatano, partì qualche giorno più tardi), raggiunse il Mare Adriatico, ove partecipò alle operazioni della prima guerra d’indipendenza. Si trattò della prima occasione in cui navi sarde issarono la bandiera tricolore poi destinata diventare quella italiana. Dopo aver circumnavigato la penisola italiana con tempo sfavorevole ed aver fatto tappa ad Ancona il 20 maggio, la squadra sarda giunse a Venezia il 22 maggio 1848, aggiungendosi ad un'altra formazione navale del Regno delle Due Sicilie, già giunta nella città veneta, e ad una piccola flottiglia veneta: le tre squadre unite erano più potenti di quella austroungarica e questo destò grande entusiasmo, unitamente al fatto che il contrammiraglio Albini aveva ricevuto ordine di attaccare e distruggere eventuali navi nemiche. Ad assumere il comando congiunto delle operazioni fu lo stesso Albini.
Lo stesso 22 maggio 1848 la squadra sardo-veneto-napoletana avvistò al largo di Sacca di Piave una divisione austroungarica di minore forza. Essendo venuto meno il vento, Albini, disponendo solo di navi a vela, convinse De Cosa, per non perdere la superiorità numerica, a far prendere a rimorchio le unità piemontesi dalle pirofregate borboniche, ma il tutto venne eseguito in maniera talmente confusa che quattro piroscafi austroungarici fecero in tempo a raggiungere le navi della propria divisione ed a rimorchiarle sino a Muggia, le cui batterie costiere avevano a quel punto impedito ogni intervento della squadra sardo-napoletana: prima di sera solo le fregate Regina (borbonica) e San Michele erano giunte a tiro delle navi austroungariche, senza però essere passate all'attacco. A quel punto le navi sarde si misero alla fonda nella laguna di Sacca di Piave.
Dal 7 giugno al 14 agosto le navi sardo-piemontesi e ad alcune unità venete (la squadra borbonica era già stata fatta rientrare per via delle rivolte scoppiate in Sicilia), stazionò al largo di Trieste nell'ambito del blocco navale imposto alla città, importante porto civile e militare austro-ungarico. Tale blocco rimase però sulla carta, dato che la squadra sardo-veneta, giunta davanti a Trieste già il 23 maggio, aveva ricevuto diversi consoli delle nazioni della Confederazione tedesca, i quali affermarono che qualunque atto di guerra contro Trieste sarebbe stato considerato anche contro i loro stati. La squadra italiana rimase pertanto inattiva, e non reagì nemmeno quando, il 6 giugno, la San Michele venne colpita di rimbalzo da una palla sparata per provocazione da una fregata austroungarica. Nonostante la formale proclamazione del blocco, avvenuta l'11 giugno, diverse navi nemiche con carichi militari riuscirono ad entrare ed uscire da Trieste senza incontrare ostacoli. 
Mentre ciò avveniva, nel mese di giugno, il Daino scortò un convoglio di unità che trasportavano truppe di rinforzo per la guarnigione di Palmanova, esercitandosi poi al tiro con i cannoni (secondo una fonte il brigantino trasportò esso stesso truppe). Il 12 o 13 giugno il brigantino s'imbozzò in venti metri d'acqua a meno di 600 metri dalla batteria di Caorle, in mano alle truppe austro-ungariche, e bombardò tale fortificazione per circa trenta-quaranta minuti, finché un proiettile nemico lo colpì all'altezza della linea di galleggiamento, obbligandolo a lasciare gli ormeggi ed allontanarsi. Nel breve scontro il brigantino aveva sparato oltre una cinquantina di colpi contro la fortificazione avversaria, venendo a sua volta colpito quindici volte, quasi tutte di rimbalzo tranne due, una delle quali, quella al galleggiamento, aveva aperto una via d'acqua. Non si erano invece avute perdite tra l'equipaggio. Dopo aver riparato il danno e recuperato nottetempo gli ormeggi (operazione quest'ultima eseguita dalle imbarcazioni del guardiamarina Saint Bon), il Daino si riportò, intorno alle tre di notte, a Caorle e l'indomani mattina, alle nove, attaccò nuovamente le batterie di Caorle insieme a cinque o sei barche cannoniere veneziane provenienti da Malamocco, ma l'attacco venne interrotto dopo la perdita di una di queste ultime, La Furiosa, esplosa dopo essere stata colpita: le barche cannoniere, infatti, si ritirarono a Malamocco dopo la distruzione dell'unità, lasciando solo il Daino che riprese il largo a sua volta. Gli attacchi del Daino contro Caorle, pur non avendo nessun risultato, costituirono l'azione navale più significativo della prima guerra d'indipendenza.
Le navi sarde rientrarono a Venezia in agosto e ricevettero l'ordine di ritrasportare in Piemonte via mare il corpo di spedizione sardo-piemontese del generale La Marmora, costituito da circa 2.000 uomini. Tornate ad Ancona il 9 settembre, negli ultimi giorni di ottobre le navi effettuarono una breve puntata su Venezia, per poi tornare rapidamente nel porto marchigiano. Il 22 dicembre 1848, in seguito all'armistizio tra Regno di Sardegna ed Impero austro-ungarico, le navi sarde fecero ritorno ad Ancona, dove rimasero fino all'aprile del 1849. Già il 21 gennaio 1849, comunque, il Daino era ripartito da Venezia ed era quindi rientrato a Genova insieme al brigantino Colombo ed alla corvetta Aquila.
Successivamente la nave venne impiegata per compiti addestrativi in Mediterraneo ed Atlantico. Nel luglio 1851 il brigantino effettuò una campagna d'istruzione nel Mediterraneo centrale, mentre nel 1858, al comando del luogotenente di vascello di prima classe Simone Pacoret de Saint-Bon, il Daino uscì per la prima volta dalle acque del Mediterraneo, raggiungendo l'Inghilterra.
Il 17 marzo 1861 il Daino, classificato brigantino, venne iscritto nel Quadro del Naviglio della neocostituita Regia Marina.
Nel novembre 1862 il Daino rimpiazzò il brigantino Intrepido nella flottiglia navi scuola, essendo tale unità in cattive condizioni di scafo. Nel 1862 e nel 1863 il brigantino fece parte della Flottiglia de' Novizi e Mozzi, effettuando esercitazioni e manovre a fuoco con gli allievi a bordo e venendo alternativamente utilizzato anche per compiti di sorveglianza ed esercitazioni (utili per creare maggiore omogeneità tra gli equipaggi provenienti dalle Marine preunitarie) anche in Mare Adriatico, specialmente nelle acque circostanti Lissa. 

Il Daino a Genova intorno al 1903, in uso come nave scuola dall’istituto Garaventa.

Tra i membri dell'equipaggio del brigantino in quel periodo vi furono Vittorio Augusto Vecchi, scrittore di mare noto con lo pseudonimo di ‘Jack La Bolina’ (imbarcato come ufficiale), e Giovanni Antonelli, futuro poeta anarchico, che, arruolatosi come mozzo, proprio in seguito alle durissime punizioni subite sul Daino iniziò a formare il proprio carattere ribelle ed anarchico.
Posto in disarmo a Genova nel 1864, il Daino venne destinato l'anno successivo all'Istituto Reale della Marina Mercantile, mentre nel 1868 fu posto, sino a settembre, a disposizione del Duca d'Aosta.

Radiato con Regio Decreto numero 5067 del 9 maggio 1869, il vecchio brigantino fu ceduto al Convitto Caracciolo di Napoli, una scuola tecnica nautica che lo utilizzò per l'istruzione degli allievi. Nell'agosto 1876 il brigantino si recò a Villafranca con i mozzi del convitto Caracciolo, mentre nel settembre 1877 andò a La Goletta, e nel luglio 1881 la nave, lasciata Napoli, andò in Adriatico con gli allievi del Collegio della marina mercantile. 

Un’altra immagine della nave in uso come «nave officina redenzione», agli inizi del ‘900.

 Nel 1882 il Daino compì in Mediterraneo un viaggio d'istruzione organizzato dall'Amministrazione comunale di Napoli, durante il quale svolse esercitazioni per gli allievi.
Riarmato sul finire del 1893, il Daino venne reiscritto nel Quadro del Naviglio militare quale pontone. Nello stesso anno la nave venne ceduta all'Istituto di Redenzione «Garaventa» di Genova, fondato dal professore e filantropo Nicolò Garaventa: rimorchiata a Genova ed ormeggiata all'estremità del molo Giano nel porto ligure, la nave, ribattezzata Redenzione, venne utilizzata per il recupero di ragazzi di strada («batosi») dall'accattonaggio e dalla delinquenza, per instradarli alla vita marinara («Nave officina redenzione Garaventa», il cui motto era «Ubi charitas ibi deus»). Il Daino venne adibito a questo ruolo sino al 1904, quando, essendosi ormai ridotto in cattive condizioni, venne sostituito dalla pirocannoniera Sebastiano Veniero, venendo quindi smantellato agli inizi del ‘900.